# Synsphyronus silveirai
Espèce
Synsphyronus silveirai est une espèce de pseudoscorpions de la famille des Garypidae.

## Distribution
Cette espèce est endémique de Nouvelle-Galles du Sud en Australie. Elle se rencontre au sud de Texas.

## Description
Les mâles mesurent de 3,2 à 3,5 mm et la femelle 3,3 mm.

## Étymologie
Cette espèce est nommée en l'honneur de Charles Silveira.

## Publication originale
- Harvey, 1987 : A revision of the genus Synsphyronus Chamberlin (Garypidae: Pseudoscorpionida: Arachnida). Australian Journal of Zoology, Supplementary Series, no 126, p. 1-99.